# Ławeczka Juliana Fałata
Ławeczka Juliana Fałata – ławka pomnikowa dedykowana malarzowi Julianowi Fałatowi w Bystrej, odsłonięta 23 września 2017 roku.

## Historia
Malarz Julian Fałat mieszkał i tworzył w Bystrej w latach 1909–1929. W ramach Strategii Rozwoju Lokalnego na lata 2016–2023 dla Lokalnej Grupy Działania „Ziemia Bielska” zrealizowano w 2017 projekt unijny pt. „Usiądź z Fałatem na ławce!”. Pomnik, usytuowany przed Gminnym Ośrodkiem Kultury „Promyk” w Bystrej, przy ul. Fałata 2, wykonał w brązie rzeźbiarz Sławomir Micek. Artysta przedstawił malarza w proporcji 1:1, siedzącego w kapeluszu z paletą malarska i pędzlem. Inwestycja kosztowała 100 000 złotych. Pomnik odsłonięto 23 września 2017 roku.